# Dobra Voda (Klina)
Pour les articles homonymes, voir Dobra Voda.
Ujmir en albanais et Dobra Voda en serbe latin (en serbe cyrillique : Добра Вода) est un village du Kosovo situé dans la commune/municipalité de Klinë/Klina et dans le district de Pejë/Peć. Selon le recensement kosovar de 2011, elle compte 544 habitants.

## Histoire
Sur le territoire du village se trouve le monastère orthodoxe serbe de Dobra Voda fondé dans la première moitié du XIVe siècle et inscrit sur la liste des monuments culturels d'importance exceptionnelle de la république de Serbie.

## Démographie

### Évolution historique de la population dans la localité
| 1948 | 1953 | 1961 | 1971 | 1981 | 1991 | 2011 |
| ---- | ---- | ---- | ---- | ---- | ---- | ---- |
| 201  | 401  | 401  | 552  | 654  | 668  | 544  |

|  |

### Répartition de la population par nationalités (2011)
En 2011, les Albanais représentaient 99,44 % de la population.